# Antonia Katheder
Antonia Katheder, född 22 november 1993, är en tysk taekwondoutövare. Hon kommer från Störzelbach och tävlar för TSV 1860 Weißenburg. Katheder fick silver i klassen damer 63 kg vid olympiska sommarspelen för ungdomar 2010.